# Jamie Scott (basket-ball)
Pour les articles homonymes, voir Scott.
Jamie Scott (née Weisner le 9 août 1994 à Spokane) est une joueuse de basket-ball américano-canadienne évoluant au poste d’arrière.

## Biographie

### Équipe nationale
Elle fait partie de la sélection canadienne terminant septième du Championnat du monde des moins de 19 ans 2013 en Lituanie. 
Elle remporte avec l'équipe du Canada la Coupe des Amériques en 2017.
Sortie de l’université de l’Oregon, elle joue en Autriche (Vienna United) en Espagne (Baxi Ferrol) et en 2019-2020 en Russie au WBC Dynamo Novosibirsk pour 14,5 points, 44,2% de réussite à trois-points et 5,1 rebonds. En janvier 2021, elle remplace Jazmine Jones à Tarbes.